# European League of Football 2024.
European League of Football (ELF) je svoje četvrto izdanje imala 2024. godine. 
 
Sudjelovalo je sedamnaest klubova iz devet država. 
Prvak ELF-a je drugi put zaredom postala momčad "Rhein Fire" koja predstavlja njemačke gradove Düsseldorf i Duisburg. 

## Sustav natjecanja
17 klubova je podijeljeno u tri konferencije - "Sjevernu" (engl. Northern Conference), "Centralnu" (engl. Central Conference) i "Južnu" (engl. Southern Conference). U ligaškom dijelu kroz 14 kola (vikenda) svaki klub odigra dvanaest utakmica - dvije protiv svakog kluba iz svoje konferencije, te po dvije protiv dva kluba (ako je u konferenciji 5 klubova) ili jednog kluba (ako je u konferenciji 6 klubova) iz druge dvije konferencije. Po završetku ligaškog dijela, prvopasirani klubovi iz konferencija, te tri sljedeća kluba s najboljim rezultatom se plasiraju u doigravanje ("wild card" runda, poluzavršnica i završna utakmica - "ELF Championship Game").

## Sudionici
| klub                   | sjedište             | stadion | napomene             |
| Zapadna konferencija   | Zapadna konferencija | Zapadna konferencija | Zapadna konferencija |
| ---------------------- | -------------------- | --- | -------------------- |
| Cologne Centurions     | Köln                 | Südstadion Tivoli, Aachen |                      |
| Frankfurt Galaxy       | Frankfurt na Majni   | PSD Bank Arena Stadion am Bieberer Berg, Offenbach na Majni                                                                                           |                      |
| Hamburg Sea Devils     | Hamburg              | Volksparkstadion Weserstadion, Bremen Heinz-von-Heiden-Arena, Hannover Eilenriedestadion, Hannover Stadion an der Lohmühle, Lübeck Šubićevac, šibenik |                      |
| Madrid Bravos          | Madrid               | Estadio Vallehermoso |                      |
| Paris Musketeers       | Pariz                | Stade Jean-Bouin Stade du Hainaut, Valenciennes |                      |
| Rhein Fire             | Düsseldorf Duisburg  | Schauinsland-Reisen-Arena, Duisburg Stadion Niederrhein, Oberhausen                                                                                   |                      |
|                        |                      | |                      |
| Centralna konferencija |                      | |                      |
| Barcelona Dragons      | Barcelona            | Estadi Municipal de Badalona, Badalona |                      |
| Helvetic Mercenaries   | Zürich               | Sportzentrum Kleinfeld, Kriens Stadion Brühl, Grenchen                                                                                                |                      |
| Milano Seamen          | Milano               | Velodromo Maspes-Vigorell |                      |
| Munich Ravens          | München              | Sportpark Unterhaching, Unterhaching Max-Morlock-Stadion, Nürnberg                                                                                    |                      |
| Raiders Tirol          | Innsbruck            | Tivoli Stadion Tirol |                      |
| Stuttgart Surge        | Stuttgart            | Gazi-Stadion auf der Waldau Stadion an der Kreuzeiche, Reutlingen PreZero Arena, Sinsheim                                                             |                      |
|                        |                      | |                      |
| Istočna konferencija   |                      | |                      |
| Berlin Thunder         | Berlin               | Friedrich-Ludwig-Jahn-Sportpark |                      |
| Fehérvár Enthroners    | Stolni Biograd       | First Field |                      |
| Panthers Wrocław       | Wrocław              | Stadion Olimpijski Tarczyński Arena |                      |
| Prague Lions           | Prag                 | Stadion FK Viktoria Žižkov Atletický stadion Slavia Praha Městský stadion, Ústí na Labi                                                               |                      |
| Vienna Vikings         | Beč                  | Generali Arena Wiener Neustadt ERGO Arena, Bečko Novo Mjesto                                                                                          |                      |
|                        |                      | |                      |

Novi klubovi u sezoni 2024.
- Madrid Bravos
- Helvetic Mercenaries

Klubovi koji su napustili ligu nakon sezone 2023. 
- Leipzig Kings
- Helvetic Guards

## Rezultati i ljestvice

### Ligaški dio

#### Ljestvice
| Zapadna konferencija | Zapadna konferencija | Zapadna konferencija | Zapadna konferencija | Zapadna konferencija | Zapadna konferencija | Zapadna konferencija | Zapadna konferencija | Zapadna konferencija | Zapadna konferencija | Zapadna konferencija | Zapadna konferencija |
| mj.                  | klub                 | ut                   | pob                  | por                  | ner                  | poen+                | poen-                | raz                  | post.                | konferencija         |                      |
| -------------------- | -------------------- | -------------------- | -------------------- | -------------------- | -------------------- | -------------------- | -------------------- | -------------------- | -------------------- | -------------------- | -------------------- |
| 1.                   | Rhein Fire           | 12                   | 11                   | 1                    | 0                    | 476                  | 174                  | +302                 | 0,917                | 9-1                  | doigravanje          |
| 2.                   | Paris Musketeers     | 12                   | 10                   | 2                    | 0                    | 407                  | 242                  | +165                 | 0,833                | 8-2                  | doigravanje          |
| 3.                   | Madrid Bravos        | 12                   | 8                    | 4                    | 0                    | 411                  | 204                  | +207                 | 0,667                | 6-4                  | doigravanje          |
| 4.                   | Cologne Centurions   | 12                   | 6                    | 6                    | 0                    | 309                  | 444                  | -135                 | 0,500                | 4-6                  |                      |
| 5.                   | Frankfurt Galaxy     | 12                   | 4                    | 8                    | 0                    | 285                  | 397                  | -112                 | 0,333                | 3-7                  |                      |
| 6.                   | Hamburg Sea Devils   | 12                   | 2                    | 10                   | 0                    | 226                  | 473                  | -247                 | 0,167                | 0-10                 |                      |

| Centralna konferencija | Centralna konferencija | Centralna konferencija | Centralna konferencija | Centralna konferencija | Centralna konferencija | Centralna konferencija | Centralna konferencija | Centralna konferencija | Centralna konferencija | Centralna konferencija | Centralna konferencija |
| mj.                    | klub                   | ut                     | pob                    | por                    | ner                    | poen+                  | poen-                  | raz                    | post.                  | konferencija           |                        |
| ---------------------- | ---------------------- | ---------------------- | ---------------------- | ---------------------- | ---------------------- | ---------------------- | ---------------------- | ---------------------- | ---------------------- | ---------------------- | ---------------------- |
| 1.                     | Stuttgart Surge        | 12                     | 11                     | 1                      | 0                      | 565                    | 179                    | +386                   | 0,917                  | 9-1                    | doigravanje            |
| 2.                     | Munich Ravens          | 12                     | 9                      | 3                      | 0                      | 534                    | 191                    | +343                   | 0,750                  | 7-3                    | doigravanje            |
| 3.                     | Raiders Tirol          | 12                     | 8                      | 4                      | 0                      | 359                    | 227                    | +132                   | 0,667                  | 8-2                    |                        |
| 4.                     | Milano Seamen          | 12                     | 4                      | 8                      | 0                      | 208                    | 402                    | -194                   | 0,333                  | 3-7                    |                        |
| 5.                     | Barcelona Dragons      | 12                     | 2                      | 10                     | 0                      | 177                    | 577                    | -460                   | 0,167                  | 2-8                    |                        |
| 6.                     | Helvetic Mercenaries   | 12                     | 1                      | 11                     | 0                      | 185                    | 438                    | -253                   | 0,083                  | 1-9                    |                        |

| Istočna konferencija | Istočna konferencija | Istočna konferencija | Istočna konferencija | Istočna konferencija | Istočna konferencija | Istočna konferencija | Istočna konferencija | Istočna konferencija | Istočna konferencija | Istočna konferencija | Istočna konferencija |
| mj.                  | klub                 | ut                   | pob                  | por                  | ner                  | poen+                | poen-                | raz                  | post.                | konferencija         |                      |
| -------------------- | -------------------- | -------------------- | -------------------- | -------------------- | -------------------- | -------------------- | -------------------- | -------------------- | -------------------- | -------------------- | -------------------- |
| 1.                   | Vienna Vikings       | 12                   | 12                   | 0                    | 0                    | 457                  | 179                  | +278                 | 1,000                | 8-0                  | doigravanje          |
| 2.                   | Panthers Wrocław     | 12                   | 6                    | 6                    | 0                    | 356                  | 285                  | +71                  | 0,500                | 4-4                  |                      |
| 3.                   | Berlin Thunder       | 12                   | 5                    | 7                    | 0                    | 378                  | 318                  | +60                  | 0,417                | 5-3                  |                      |
| 4.                   | Fehérvár Enthroners  | 12                   | 2                    | 10                   | 0                    | 168                  | 428                  | -260                 | 0,167                | 1-7                  |                      |
| 5.                   | Prague Lions         | 12                   | 1                    | 11                   | 0                    | 134                  | 417                  | -283                 | 0,083                | 1-7                  |                      |

#### Rezultatska križaljka
| konferencija | kratica | klub                 | Zapadna | Zapadna | Zapadna | Zapadna | Zapadna | Zapadna  |       | Centralna | Centralna | Centralna | Centralna | Centralna | Centralna |       | Istočna | Istočna | Istočna  | Istočna | Istočna |
| konferencija | kratica | klub                 | PAR     | COL     | FRA     | HAM     | RHE     | MAD      | RAI   | MIL       | MUN       | STU       | BAR       | HEL       | VIE       | PRA   | FEH     | BER     | PAN      |         |         |
| Zapadna | PAR     | Paris Musketeers     |         | 60:25   | 25:22   | 41:18   | 14:19   | 15:12 OT |       |           |           |           |           |           |           |       |         | 35:27   |          |         |         |
| Zapadna | COL     | Cologne Centurions   | 7:57    |         | 43:17   | 35:25   | 12:42   | 24:35    |       |           |           |           |           |           |           |       | 35:10   |         |          |         |         |
| Zapadna | FRA     | Frankfurt Galaxy     | 10:44   | 28:35   |         | 24:18   | 20:31   | 37:20    |       |           |           |           |           |           |           |       |         |         | 20:10    |         |         |
| Zapadna | HAM     | Hamburg Sea Devils   | 14:41   | 23:30   | 23:40   |         | 23:61   | 13:63    |       |           |           |           |           |           |           | 27:17 |         |         |          |         |         |
| Zapadna | RHE     | Rhein Fire           | 38:6    | 62:9    | 48:13   | 51:2    |         | 10:22    |       |           |           |           |           |           |           |       |         | 47:14   |          |         |         |
| Zapadna | MAD     | Madrid Bravos        | 13:29   | 37:0    | 46:15   | 52:9    | 15:40   |          |       |           |           |           | 42:12     |           |           |       |         |         |          |         |         |
| |         |                      |         |         |         |         |         |          |       |           |           |           |           |           |           |       |         |         |          |         |         |
| Centralna | RAI     | Raiders Tirol        |         |         |         |         |         |          |       | 30:0      | 29:26     | 25:30     | 32:0      | 42:28     | 19:27     |       |         |         |          |         |         |
| Centralna | MIL     | Milano Seamen        |         |         |         |         |         |          | 0:32  |           | 7:47      | 18:51     | 57:36     | 14:7      |           |       | 19:14   |         |          |         |         |
| Centralna | MUN     | Munich Ravens        |         |         |         |         |         |          | 30:3  | 69:30     |           | 22:38     | 90:0      | 55:23     |           | 51:7  |         |         |          |         |         |
| Centralna | STU     | Stuttgart Surge      |         |         |         |         |         |          | 42:45 | 55:9      | 27:5      |           | 56:0      | 50:7      |           |       |         |         | 40:0     |         |         |
| Centralna | BAR     | Barcelona Dragons    |         |         |         |         |         | 0:54     | 7:63  | 18:27     | 0:54      | 7:71      |           | 14:12     |           |       |         |         |          |         |         |
| Centralna | HEL     | Helvetic Mercenaries |         |         |         |         |         |          | 10:33 | 16:10     | 13:38     | 7:61      | 19:23     |           | 3:49      |       |         |         |          |         |         |
| |         |                      |         |         |         |         |         |          |       |           |           |           |           |           |           |       |         |         |          |         |         |
| Istočna | VIE     | Vienna Vikings       |         |         |         |         |         |          | 27:6  |           |           |           |           | 49:40     |           | 62:23 | 46:0    | 25:20   | 37:25    |         |         |
| Istočna | PRA     | Prague Lions         |         |         |         | 21:31   |         |          |       |           | 14:47     |           |           |           | 3:42      |       | 6:38    | 7:34    | 7:17     |         |         |
| Istočna | FEH     | Fehérvár Enthroners  |         | 28:51   |         |         |         |          |       | 27:17     |           |           |           |           | 18:43     | 6:9   |         | 0:47    | 12:44    |         |         |
| Istočna | BER     | Berlin Thunder       | 37:40   |         |         |         | 24:27   |          |       |           |           |           |           |           | 9:34      | 48:17 | 43:3    |         | 36:34 OT |         |         |
| Istočna | PAN     | Panthers Wrocław     |         |         | 54:19   |         |         |          |       |           |           | 34:44     |           |           | 13:36     | 14:3  | 62:12   | 40:39   |          |         |         |
| |         |                      |         |         |         |         |         |          |       |           |           |           |           |           |           |       |         |         |          |         |         |
| podebljan rezultat - 1. utakmica između klubova rezultat normalne debljine - 2. utakmica između klubova OT / 2OT - nakon produžetaka 35:0 pf / 0:35 pf - rezultat bez borbe |         |                      |         |         |         |         |         |          |       |           |           |           |           |           |           |       |         |         |          |         |         |

### Doigravanje

#### Wildcardrunda
| Datum              | Mjesto odigravanja, stadion         | Domaći sastav    | Rezultat | Gostujući sastav | Napomene | Izvještaji |
| ------------------ | ----------------------------------- | ---------------- | -------- | ---------------- | -------- | ---------- |
| 31. kolovoza 2024. | , Valenciennes Stade du Hainaut     | Paris Musketeers | 40:37    | Munich Ravens    |          |            |
| 1. rujna 2024.     | Duisburg, Schauinsland-Reisen-Arena | Rhein Fire       | 40:10    | Madrid Bravos    |          |            |

#### Poluzavršnica
| Datum          | Mjesto odigravanja, stadion            | Domaći sastav   | Rezultat | Gostujući sastav | Napomene         | Izvještaji |
| -------------- | -------------------------------------- | --------------- | -------- | ---------------- | ---------------- | ---------- |
| 7. rujna 2024. | Beč, Generali Arena                    | Vienna Vikings  | 47:31    | Paris Musketeers |                  |            |
| 8. rujna 2024. | Stuttgart, Gazi-Stadion auf der Waldau | Stuttgart Surge | 23:29 OT | Rhein Fire       | igran produžetak |            |

#### ELF Championship Game
| Datum           | Mjesto odigravanja, stadion  | Sastav 1       | Rezultat | Sastav 2   | Napomene                 | Izvještaji |
| --------------- | ---------------------------- | -------------- | -------- | ---------- | ------------------------ | ---------- |
| 22. rujna 2024. | Gelsenkirchen, Veltins-Arena | Vienna Vikings | 20:51    | Rhein Fire | "Rhein Fire" prvak ELF-a |            |

## Vanjske poveznice
- (engl.) europeanleague.football
- (engl.) sportsmetrics.football
- (njem.) football-aktuell.de, ELF
- rezultati.com, European League of Football
- (engl.) sofascore.com, European League of Football